# Droga (serial telewizyjny)

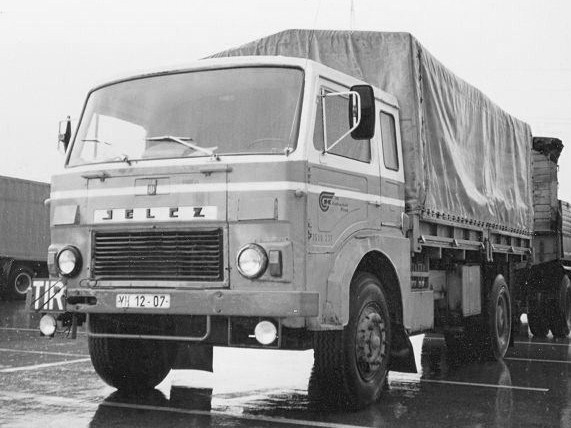
Jelcz 300, tego typu samochód ciężarowy prowadzi w serialu Marian Szyguła

Droga – polski czarno-biały serial telewizyjny z 1973 roku w reżyserii Sylwestra Chęcińskiego, z Wiesławem Gołasem w głównej roli kierowcy warszawskiego PKS-u.
Serial miał premierę w styczniu 1975 w programie pierwszym TVP, a większość odcinków była pokazywana w niedziele, po Bajce dla dorosłych. Został wydany na DVD w 2007 roku przez TVP.

## Opis fabuły
Serial opowiada perypetie i przygody warszawskiego kierowcy bazy transportowej PKS, odbywającego kursy samochodem ciężarowym marki Jelcz bądź autobusem Autosan. Każdy jego wyjazd w teren to pretekst do pokazania innych ludzi i nowych spraw ówczesnej rzeczywistości Polski. Cechą charakterystyczną każdej z nowel serii jest zaprezentowanie różnych gatunków filmowych – ukazane są wątki melodramatyczne, komediowe, serial nosi też znamiona dramatu obyczajowego i kryminału.
Główny bohater Marianek to w swoich sprawach życiowy pechowiec i nieudacznik. Jednocześnie jest człowiekiem o gołębim sercu, wrażliwym na cudze nieszczęścia i krzywdę, chętnym do niesienia pomocy, nawet własnym kosztem. Zawsze jest gotów pomóc innym i rozwiązać ich problemy, choć zazwyczaj sam nie wychodzi na tym najlepiej. Jego ulubionym powiedzeniem jest „absolutnie”.

## Lista odcinków
1. „Musisz to wypić do dna” (premiera piątek 3 stycznia 1975 o 9:15)
2. „Numer próbny” (premiera niedziela 5 stycznia 1975 o 20:25)
3. „Ostatnich gryzą psy” (premiera niedziela 12 stycznia 1975 o 20:25)
4. „Pasażer z nożem w kieszeni” (premiera niedziela 19 stycznia 1975 o 20.25)
5. „Rysopis uwodziciela” (premiera niedziela 26 stycznia 1975 o 20.25)
6. „Stan wyjątkowy” (premiera niedziela 2 lutego 1975 o 20.25)

## Obsada
| - Wiesław Gołas (kierowca Marian Szyguła) - Zygmunt Malanowicz (kierowca Zbyszek Gerlicz) - Maciej Damięcki (kierowca Boguś Dondziłło) - Edward Linde-Lubaszenko (dyspozytor w bazie PKS) - Anna Nehrebecka (Helena Gerlicz, żona Zbyszka) - Andrzej Gazdeczka (kierowca) - Józef Nalberczak (kierowca – podrywacz) - Wirgiliusz Gryń (kierowca) - Zdzisław Kuźniar (dyspozytor) - Jadwiga Kuryluk (Aniela Szygułowa, matka Marianka) - Zygmunt Zintel (Olchowiak, strażnik w bazie) - Andrzej Wojaczek (kierowca Kazik Chliwa) - Wanda Łuczycka (matka Haliny Gerlicz) - Stanisława Celińska (Jadwiga Sęk) - Ryszard Kotys (kuzyn Jadwigi Sęk) - Jadwiga Kukulska - Ferdynand Matysik (bandzior nasłany na Gerlicza przez Jadwigę Sęk) - Adam Dzieszyński - Henryk Hunko - Cezary Kussyk (kuzyn Jadwigi Sęk) - Kazimierz Ostrowicz (członek rodziny Heleny Gerlicz) - Irena Szymkiewicz (żona weterynarza, pasażerka syrenki) - Marian Wiśniowski - Władysław Dewoyno (strażnik w tartaku) - Emilia Krakowska (Stefania Paduch) - Mieczysław Łoza (Paduch, ojciec Stefanii) - Marta Ławińska (Ewa Wąsowska, była partnerka Marianka) - Bolesław Płotnicki (Szczepan Chliwa, ojciec Kazika) - Tadeusz Kamberski - Eliasz Kuziemski (kierowca MPK) - Halina Romanowska - Tadeusz Skorulski - Grzegorz Warchoł (milicjant) - Krystyna Wolańska - Tomasz Zaliwski (zaziębiony kierowca MPK) - Zofia Walkiewicz (Aleksandra „Anita” Wróbel) - Mirosława Dubrawska (Wróblowa, matka „Anity”) - Zygmunt Malawski (Władysław Wróbel, ojciec „Anity”; w czołówce: Zbigniew) |  | - Mieczysław Waśkowski (Czarny) - Bogusław Sochnacki (magazynier w Augustowie, następca Wróbla) - Mirosława Dąbrowska - Andrzej Krasicki (członek komisji egzaminującej kandydatów do „Mazowsza”) - Bohdan Łazuka (w roli samego siebie) - Janusz Mond (chłopak poznany w Karolinie) - Irena Remiszewska - Waldemar Kownacki (chłopak w Karolinie) - Teresa Szmigielówna (Krawczyńska, matka Joli) - Bronisław Pawlik (Krawczyński, ojciec Joli) - Mieczysław Hryniewicz (Kajtek) - Beata Torchalska (Jola Krawczyńska, dziewczyna Kajtka) - Wanda Ostrowska (przedszkolanka) - Jolanta Lothe (barmanka w motelu) - Paweł Brun - Wojciech Preisner - Leonard Andrzejewski (milicjant drogówki, znajomy Marianka) - Władysław Hańcza (Władysław Kargul) - Wacław Kowalski (Kazimierz Pawlak) - Halina Buyno-Łoza (Aniela Kargul, żona Władysława) - Anna Dymna (Ania Pawlakówna, wnuczka Pawlaka i Kargula) - Jerzy Janeczek (Witia Pawlak, syn Kazimierza) - Ilona Kuśmierska (Jadźka Pawlakowa, córka Kargula) - Andrzej Wasilewicz (Zenek Adamiec, narzeczony Ani) - Maria Zbyszewska (Mania Pawlak, żona Kazimierza) - Aleksander Fogiel (sołtys) - Jerzy Turek (milicjant Franio) - Elżbieta Czajkowska (Krysia, oszukana przez uwodziciela) - Witold Pyrkosz („Warszawiak”) - Barbara Sułkowska (Irma, oszukana przez uwodziciela) - Zygmunt Bielawski (Paweł Pawlak, młodszy syn Kazimierza) - Andrzej Kierc (listonosz) - Elżbieta Jasińska (doktor Maria Lewandowska) - Celina Klimczak (Lewandowska, matka doktor Marii) - Janusz Kłosiński (kolejarz Czerniak) - Aleksander Pociej (Michał „Linek” Wąsowski, syn Marian Szyguły) - Zdzisław Kozień (szef komitetu przeciwpowodziowego) - Marta Ławińska (Ewa Wąsowska, była partnerka Marianka) - Adolf Chronicki (Lewandowski, ojciec doktor Marii) - Magdalena Cynkutis (Olka, córka sąsiada Lewandowskich) - Marian Opania (mężczyzna ratujący Czerniaka) - Janusz Paluszkiewicz (sąsiad Lewandowskich) - Marian Rułka (pielęgniarz, znajomy Marii Lewandowskiej) |

## Ścieżka dźwiękowa
- Autorem słów i wykonawcą piosenki z czołówki pt. „Absolutnie” jest Wojciech Młynarski. Muzykę skomponował Jerzy Derfel. Tytuł utworu odnosi się do słowa nadużywanego przez głównego bohatera serialu.

## Nagrody
- 1974 – Sylwester Chęciński Gdynia (do 1986 Gdańsk) (FPFF) – nagroda Publiczności w kategorii filmu telewizyjnego
- 1975 – Andrzej Mularczyk Nagroda „Medal Komisji Edukacji Narodowej” – nagroda za walory wychowawcze filmu
- 1975 – Sylwester Chęciński Nagroda „Medal Komisji Edukacji Narodowej” – nagroda za walory wychowawcze filmu
- 1975 – Wiesław Gołas Nagroda „Medal Komisji Edukacji Narodowej” – nagroda za walory wychowawcze filmu
- 1975 – Andrzej Mularczyk Nagroda Ministra Obrony Narodowej wyróżnienie
- 1975 – Sylwester Chęciński Nagroda Ministra Obrony Narodowej wyróżnienie

## Odniesienia
Akcja odcinka „Rysopis uwodziciela” zawiera pewne elementy późniejszej fabuły filmu stworzonego przez reżysera i scenarzystów Nie ma mocnych, czyli drugiej części trylogii o zwaśnionych rodzinach Karguli i Pawlaków. Oszust matrymonialny posługuje się zgubionym dowodem tożsamości Mariana Szyguły i wyłudza pieniądze od uwiedzionych kobiet. Bohater serialu postanawia pomóc dwóm oszukanym kobietom i wspólnie poszukują złoczyńcy. Różne okoliczności sugerują, że może nim być narzeczony Ani, wnuczki Kargula i Pawlaka, choć nie posługuje się on personaliami Szyguły. Wszyscy spotykają się wreszcie we wsi, w której właśnie odbył się ślub. W poszukiwaniu nowej ofiary trafia tam także sam oszust.